# Сражение при Вошане
Сражение при Вошане — разгром Наполеоном 14 февраля 1814 года 2 корпусов из Силезской армии фельдмаршала Блюхера.
Сражение при деревне Вошане (фр. Vauchamps) произошло в 5-й день так называемой 6-дневной войны на территории Франции, в которой Наполеон по частям разбил Силезскую армию прусского фельдмаршала Блюхера. При этом армия Наполеона в 2 раза уступала по численности Силезской прусско-русской армии. В этом последнем сражении 6-дневной войны Наполеон разгромил русский корпус Капцевича и прусский корпус Клейста.

## Предыстория
В результате несогласованного наступления союзников во Франции Силезская армия Блюхера в движении на Париж оказалась растянутой на большое расстояние, при этом Главная армия австрийского фельдмаршала Шварценберга, которая должна была также наступать на Париж, топталась на месте. Наполеон решил воспользоваться этим и, совершив фланговый манёвр, оказался на внутренних коммуникациях армии Блюхера, что дало ему возможность атаковать малыми силами корпуса Блюхера по отдельности:
- 10 февраля 1814 — Сражение при Шампобере — полный разгром русского корпуса Олсуфьева (3700 чел. при 25 орудиях)
- 11 февраля 1814 — Сражение при Монмирале — поражение русского корпуса Остен-Сакена (14 тыс.), поддержанного прусской бригадой Йорка (4 тыс.).
- 12 февраля 1814 — Сражение при Шато-Тьерри — поражение корпусов Йорка (18 тыс.) и Остен-Сакена (11 тыс.)

Во время этих боёв Блюхер, оказавшийся отрезанным в своей штаб-квартире в Берже от своей армии, собирал силы. 11 февраля к нему с задержкой подошли корпуса Клейста и Капцевича (всего 15—17 тыс.), а также остатки разгромленного корпуса Олсуфьева (1500 солдат). Блюхер опасался нападать на Наполеона без сильной кавалерии, и лишь получив 13 февраля в подкрепление 2 кав. полка, решился напасть на корпус маршала Мармона (6—8 тыс.), поставленный Наполеоном как заслон.
После разгрома Мармона Блюхер собирался ударить в тыл Наполеону, который по его планам должен преследовать корпуса Йорка и Сакена. Блюхер не знал о том, что эти корпуса после боя под Шато-Тьерри были отброшены за Марну.
Узнав о наступлении Блюхера, Наполеон ранним утром отправился с армией на выручку отступающему без боя Мармону и в 9 часов утра соединился с ним у Монмираля. Ровно в 3 часа утра 14 февраля Наполеон в Шато-Тьерри продиктовал письмо брату Жозефу в Париж:

«Сейчас 3 часа утра… Герцог Рагузский [маршал Мармон] был вчера в Этоже и отступает к Фроментьеру… Я немедленно начинаю. К 8 утра я буду там. Я намереваюсь атаковать противника, и надеюсь хорошенько побить его в течение дня и, таким образом, уничтожить очередной его корпус.»

## Ход боя

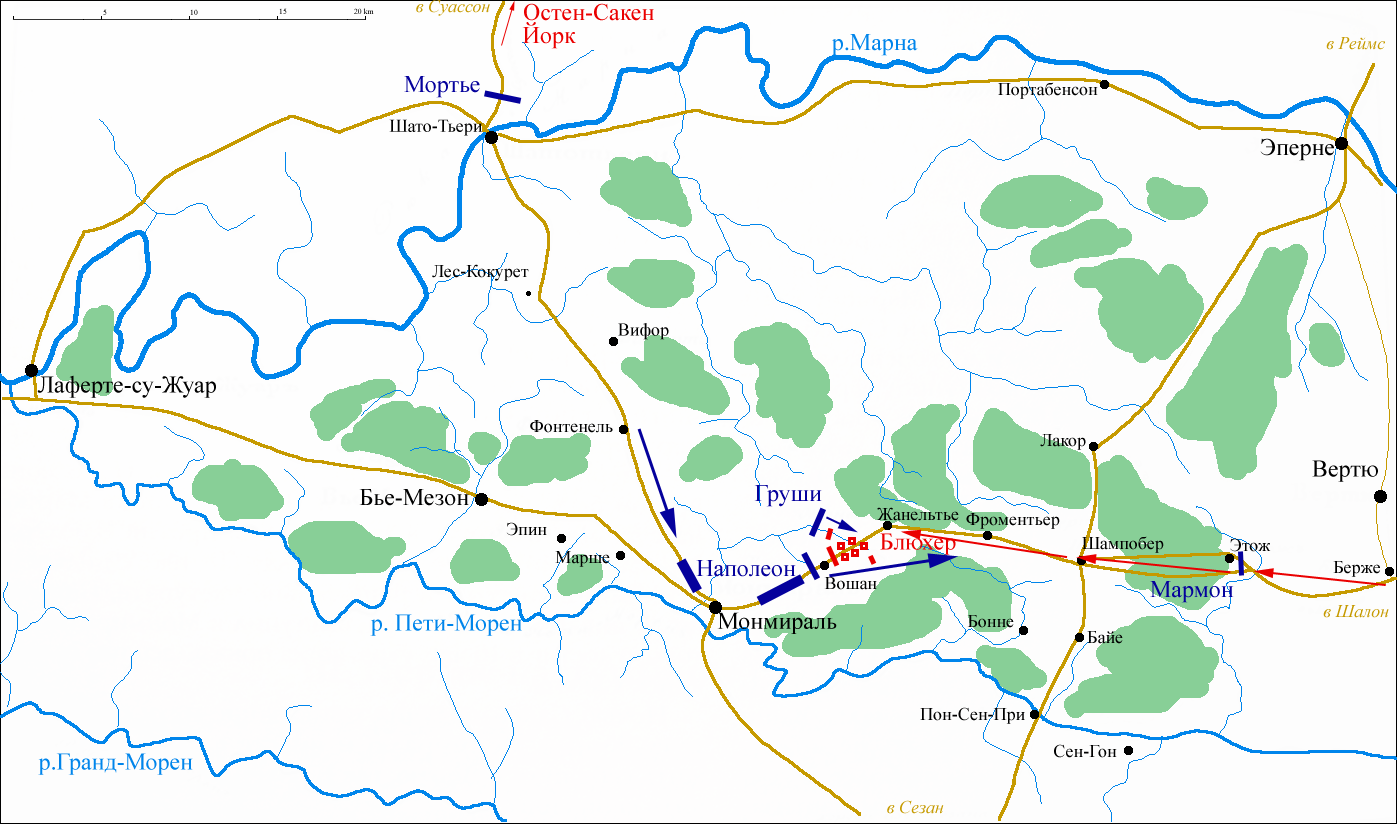
«Кампания 6 дней» Наполеона. День пятый, 14 февраля 1814

Блюхер наступал двумя корпусами: Капцевич на левом фланге от шоссе, Клейст на правом. Наполеон оценивал силы союзников в 20 тыс. солдат. По свидетельству Мюффлинга, офицера из штаба Блюхера, в корпусах Капцевича и Клейста насчитывалось до 15 тыс. солдат, Блюхер также располагал 1500 уцелевших солдат из корпуса Олсуфьева и незначительными частями при штабе.
Наполеон застал корпус Мармона за Вошаном, сама деревня была занята пруссаками под началом Цитена. С 11 часов утра французская дивизия Рикарда дважды атаковала Вошан, но была отбита. Наполеон послал кавалерию маршала Груши обойти деревню слева, одновременно дивизия Лагранжа совершила обход справа. Пять батальонов Цитена отступили от деревни, подвергнувшись мощной кавалерийской атаке. Из них уцелело только 500 человек.
В решающий момент к французам подошла дивизия Леванта, прибывшая из Испании.
Блюхер, оценив превосходство французов в кавалерии и убедившись, что прибыл сам Наполеон с армией, построил пехоту в каре для отступления. Немногочисленная прусская кавалерия прикрыла фланги. 2 батальона союзников с 3 орудиями остались на позициях в лесах и были вынуждены сдаться французам.
Корпус Клейста спокойно отходил, все атаки приходились на отстающий корпус Капцевича. Чтобы не образовался большой разрыв, Блюхер приказал Клейсту встать и ждать Капцевича. Затем отступающие союзники поместили артиллерию в центре, прямо на шоссе; справа от неё двигался Капцевич, слева Клейст. Артиллерия союзников простреливала шоссе, задерживая преследование. Попытка Наполеона подавить её огнём своих артбатарей не увенчалась успехом.
К заходу солнца каре Блюхера в порядке достигли Шампобера.
Однако кавалерия Груши обошла Шампобер, перехватив путь дальнейшего отступления к Этожу. Построившись в колонны, войска Блюхера пошли на прорыв. Гвардейская французская артиллерия застряла в грязи на обходных дорогах, так что конница не могла сдержать пехоту Блюхера. Два русских батальона при отступлении были изрублены, два прусских полка не смогли следовать в колоннах и сдались. К ночи войска союзников достигли Этожа и продолжили путь к лагерю в Берже.
В 10 часов вечера маршал Мармон послал дивизию Леванта и кирасир, чтобы совершить тихий обход Этожа слева и обрушиться ночью на рассеянных в деревне союзников. Внезапная ночная атака на замыкающий арьергард, русскую дивизию, имела успех. В ходе боя упал мост через болотистую канаву, так что отрезанные от ушедшей армии солдаты оказались в ловушке. Командир русской 8-й пехотной дивизии Урусов был захвачен со своим штабом в плен. В плен попали также 600 человек из его дивизии, французы захватили 4 орудия.
Блюхер смог организовать оборону и ночлег только в Берже, откуда он затем отступил в Шалон.

## Итоги сражения

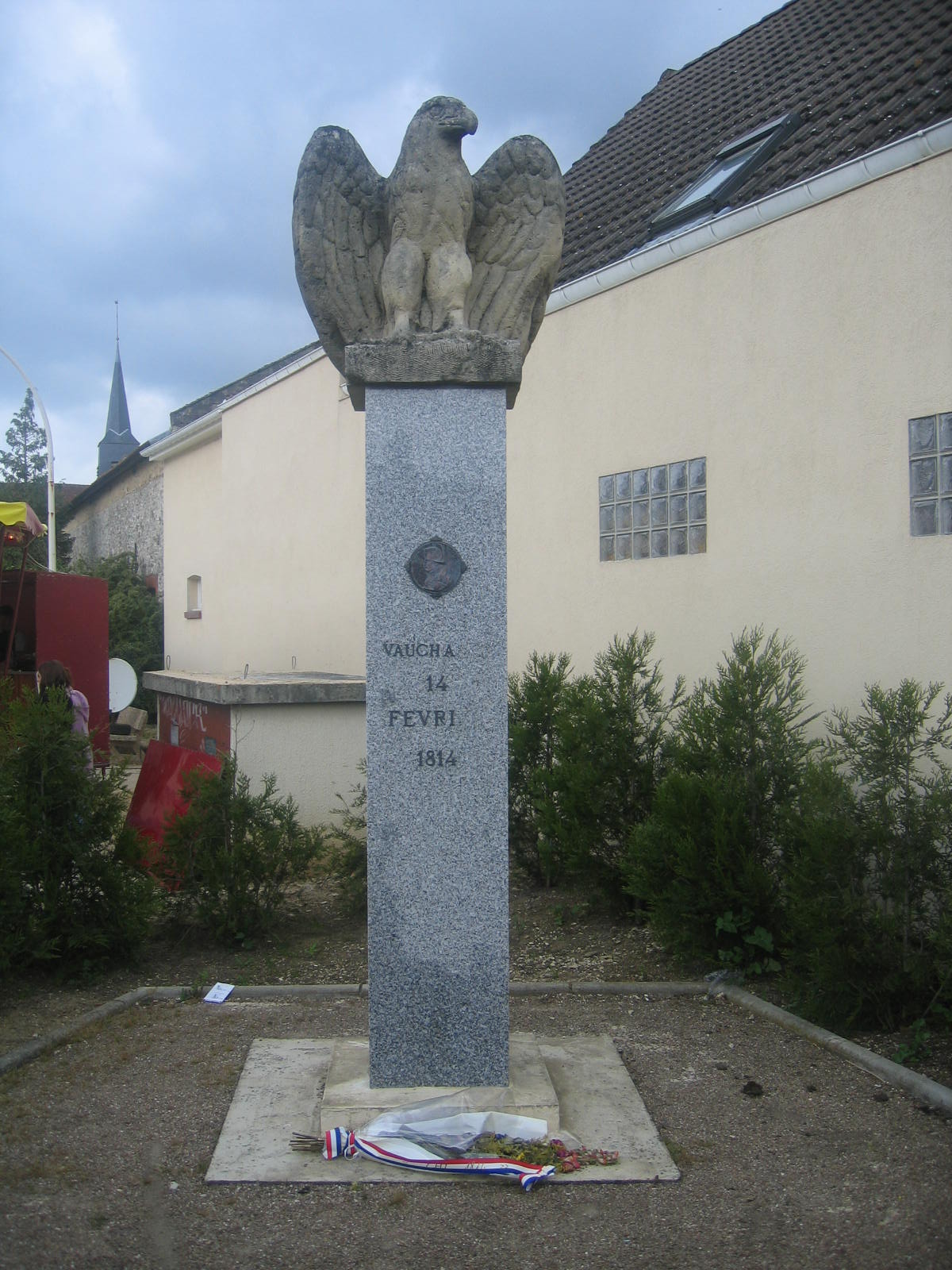
Французский мемориал в честь победы при Вошане.

Краткую оценку боя дал сам Наполеон в письме брату Жозефу от 14 февраля, когда сражение ещё продолжалось:

Я имел от 6 до 8 тысяч прекрасной кавалерии, с которой обходил его [Блюхера] с флангов, постоянно окружая его. Он не мог использовать всю свою артиллерию из-за боязни потерять её, в то время как я крушил его весь день картечью из 100 орудий.— 
Потери союзников составили по разным оценкам от 6 тыс. до 7 тыс. солдат, большинство пленными. Согласно надписи на 52-й стене галереи воинской славы Храма Христа Спасителя, корпус Капцевича под Вошаном потерял 2 тыс. человек (по численности он в 2 раза уступал корпусу Клейста). Французы захватили 7 орудий, как сообщил Наполеон своему брату Жозефу в письмах. По другим оценкам захвачено до 15 орудий и потеряно 8 тыс. солдат союзников. Потери самого Наполеона составили около 1200 человек, по французским источникам.
Несмотря на сокрушительное поражение, Блюхеру удалось спасти большую часть войск. Наполеон предвидел направление отступления и решил было стремительным ударом на Шалон добить армию Блюхера, а затем ударить на сообщения Главной армии. Положение спасло наступление Шварценберга, которое уже угрожало Парижу. Наполеон был вынужден отстать от Блюхера, который соединился 17 февраля в Шалоне с Йорком и Сакеном и смог привести потрёпанные войска в порядок.
Шварценберг повторил ошибку Блюхера, раскидав корпуса на большом расстоянии, что позволило Наполеону также по раздельности атаковать корпуса союзников. Наступление союзников на Париж захлебнулось. Шварценберг отошёл к Труа, где соединился с Силезской армией Блюхера. Затем Шварценберг отступил дальше, к исходной позиции наступления, в район Бар-сюр-Об и Бар-сюр-Сен.